# Gazi Warriors 2023
Questa voce raccoglie le informazioni riguardanti i Gazi Warriors nelle competizioni ufficiali della stagione 2023.

## 1. Lig 2023

### Stagione regolare
| Ankara 23 giugno 2023, ore 20:00 1ª giornata | ODTÜ Falcons | 6 – 0 | Gazi Warriors | Beytepe Amerikan Futbolu Sahası |

| Istanbul 9 luglio 2023, ore 17:00 2ª giornata | Istanbul Bisons | 28 – 0 | Gazi Warriors | Maltepe Başıbüyük Spor Tesisleri |

| Ankara 16 luglio 2023, ore 16:00 3ª giornata | Gazi Warriors | 9 – 30 | ITÜ Hornets | Hacettepe Üiversitesi Beypepe Stadyumu |

| Istanbul 22 luglio 2023, ore 16:30 4ª giornata | Boğaziçi Sultans | 14 – 8 | Gazi Warriors | Uçaksavar Spor Tesisleri |

| Smirne 12 agosto 2023, ore 20:30 5ª giornata | İzmir Halcyons | 21 – 0 | Gazi Warriors | Balçova Belediyesi Spor Kompleksi |

| Ankara 20 agosto 2023, ore 16:30 6ª giornata | Gazi Warriors | 12 – 9 (d.t.s.) | Anadolu Rangers | Hacettepe Üiversitesi Beypepe Stadyumu |

| Ankara 26 agosto 2023, ore 16:30 7ª giornata | Gazi Warriors | 14 – 17 | Koç Rams | Hacettepe Üiversitesi Beypepe Stadyumu |

## Statistiche di squadra
| Competizione      | %Vittorie | In casa | In casa | In casa | In casa | In casa | In casa | In trasferta | In trasferta | In trasferta | In trasferta | In trasferta | In trasferta | Totale | Totale | Totale | Totale | Totale | Totale |
| Competizione      | %Vittorie | G       | V       | N       | P       | Pf      | Ps      | G            | V            | N            | P            | Pf           | Ps           | G      | V      | N      | P      | Pf     | Ps     |
| ----------------- | --------- | ------- | ------- | ------- | ------- | ------- | ------- | ------------ | ------------ | ------------ | ------------ | ------------ | ------------ | ------ | ------ | ------ | ------ | ------ | ------ |
| Stagione regolare | .143      | 3       | 1       | 0       | 2       | 35      | 56      | 4            | 0            | 0            | 4            | 8            | 69           | 7      | 1      | 0      | 6      | 43     | 125    |
| Totale            | .143      | 3       | 1       | 0       | 2       | 35      | 56      | 4            | 0            | 0            | 4            | 8            | 69           | 7      | 1      | 0      | 6      | 43     | 125    |